# Liste der Monuments historiques in Touillon-et-Loutelet
Die Liste der Monuments historiques in Touillon-et-Loutelet führt die Monuments historiques in der französischen Gemeinde Touillon-et-Loutelet auf.

## Liste der Immobilien
| Bezeichnung       | Beschreibung                                                           | Standort                               | Kennzeichnung | Schutzstatus | Datum | Bild |
| ----------------- | ---------------------------------------------------------------------- | -------------------------------------- | ------------- | ------------ | ----- | ---- |
| Gefallenendenkmal | vermutlich zwischen 1924 und 1927 errichtet, Architekt wohl Paul Robbe | Le Touillon, rue de la Rochette (Lage) | PA25000103    | Inscrit      | 2022  |      |